# Курилівка (станція)
Кури́лівка — вантажно-пасажирська залізнична станція Куп'янської дирекції Південної залізниці.
Розташована у селі Курилівка (поруч відвали Куп'янського ливарного заводу), Куп'янський район, Харківської області на лінії Куп'янськ-Вузловий — Красноріченська між станціями Куп'янськ-Вузловий (1 км) та Кислівка (17 км).
Станом на травень 2019 року щодоби три пари приміських електропоїздів здійснюють перевезення за маршрутом Сватове — Куп'янськ-Вузловий.